# Hacienda Santa Teresa
La Hacienda Santa Teresa es un museo, complejo agroindustrial, turístico y deportivo moderno localizado en la localidad de El Consejo, Municipio José Rafael Revenga, en el Estado Aragua, al centro norte del país suramericano de Venezuela. Se trata de una hacienda fundada en 1790 donde se produce el ron venezolano Santa Teresa y se desarrollan diversas iniciativas sociales y económicas. 

## Historia
A finales del siglo XVI se cultivaba la caña de Azúcar en los Valles de Aragua, en el centro-norte de la entonces Capitanía General de Venezuela, en 1796 el Conde Martín Tovar Ponte, cuya rúbrica está en el Acta de la Independencia de Venezuela, decide nombrar este terreno en honor a la patrona “Santa Thereza”. En 1818 el lugar fue escenario de la ratificación de la libertad de los esclavos que se unieran a la Guerra de Independencia de Venezuela, por parte del Libertador, Simón Bolívar.

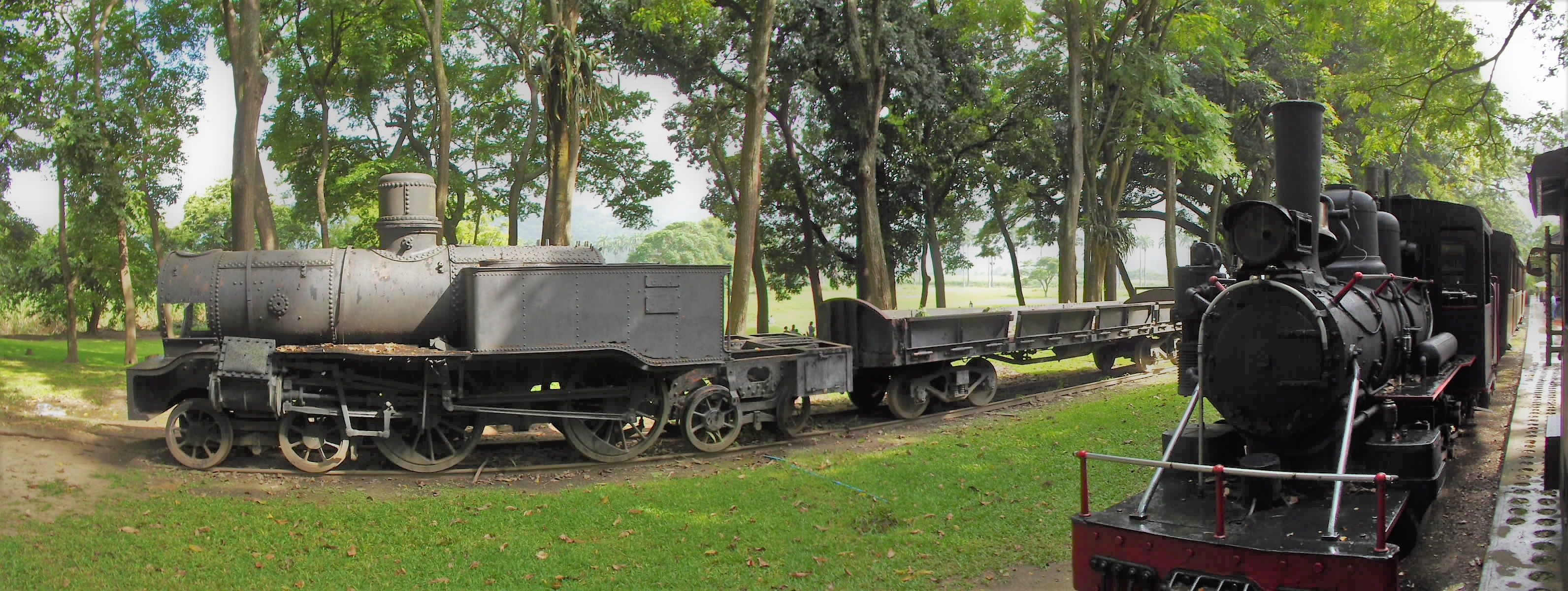
Locomotoras del Gran Ferrocarril Venezuela. El Consejo - Aragua

En 1894 la construcción del Gran Ferrocarril de Venezuela alcanzó la población local de El Consejo, En 1885 el joven de ascendencia alemana, Gustav Julius Vollmer Ribas; sobrino nieto del general en jefe José Félix Ribas y de María de la Concepción Palacios y Blanco y primo segundo de Simón Bolívar, compra la propiedad y comienza a adaptarla con la intención de producir a mayor escala tras adquirir un alambique de cobre en Europa para fabricar lo que se convertiría en el primer ron de Venezuela en 1896. 
En 1909 es registrada la marca Ron Santa Teresa y se convierte en la tercera marca comercial más exitosa del país, haciendo que el proceso de modernización de la hacienda continuara mediante la adquisición de maquinaria, plantas, equipos y tierras hasta que finalmente en 1955 es creada la Compañía Anónima Ron Santa Teresa, presidida por Don Víctor Rivas.

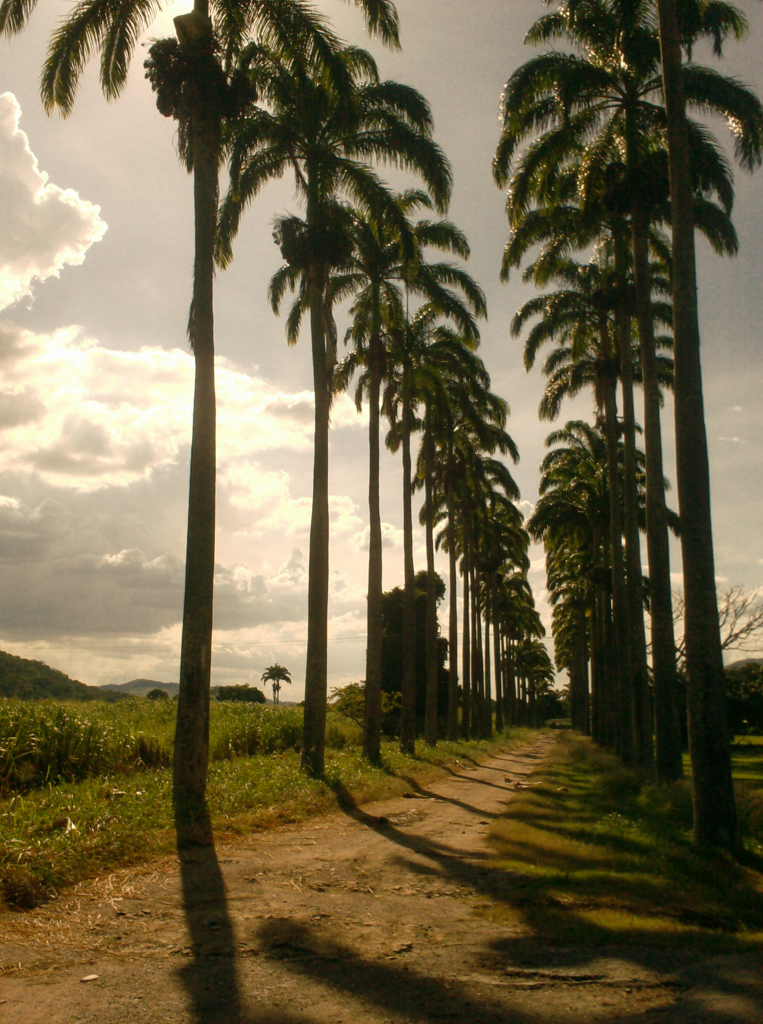
La Cruz de Palmeras - Hacienda Santa Teresa - El Consejo, Edo Aragua

Años después, en 1988, la empresa decide restaurar la estación del para entonces extinto sistema ferroviario con fines meramente turísticos y culturales. A partir de 1989 se empezaron a ofrecer visitas guiadas dentro de los recintos de la hacienda en las cuales se explica a los visitantes sobre lo concerniente a la elaboración del ron y las instalaciones del lugar.

## Descripción
Anualmente, la hacienda de unas 3000 hectáreas de superficie recibe más de 100 mil visitantes pueden conocer su historia y el proceso de producción del ron Santa Teresa, además de los eventos que apoyan la gestión de la Fundación Santa Teresa. Por su ubicación y clima agradable es parada obligada en esta parte del país.
La Bodega Santa Teresa, fruto de la intervención arquitectónica de la primera planta de envasado de Ron Santa Teresa, es un escenario que se convierte en centro de eventos, reuniones corporativas y celebraciones. Es allí, en esa misma instalación, donde se encuentra ubicada la Bodega Privada que preserva las barricas donde se añeja el ron más exclusivo de la casa Santa Teresa.

## Turismo
La hacienda Santa Teresa una de las más conocidas de Venezuela atrae a miles de visitantes cada año sobre todo por su valor históricos, los paisajes y vistas que ofrece de la naturaleza, las actividades deportivas que allí se realizan (la hacienda funciona como la sede del equipo Proyecto Alcatraz Rugby Club afiliado a la  Federación Venezolana de Rugby) y los eventos que se organizan en diversas épocas del año.
Para acceder es necesaria pagar por la entrada. Entre sus atracciones se encuentran: La Ruta del Ron (donde se encuentran la Casa Tovar y el Museo del Ron), la Bodega Privada, el Criadero de Solera, el sector La Guadalupe, la torrefactora de café, los cañaverales, la Cruz de Aragua, la destilería, la planta embotelladora y la Estación de Tren "El Consejo". Además cuenta con paseos a caballo, un Centro de Catado, el Restaurant Zafra Gourmet & Ron y la Bodega Santa Teresa.

### Estación de Tren El Consejo
Es una estructura que data de finales del siglo XIX (1893) y que formó parte del llamado Gran Ferrocarril Venezuela que atravesaba gran parte del centro del territorio venezolano. Con el auge del petróleo, el uso de automóviles y la construcción de nuevas autopistas con gasolina para ese entonces muy económica, el uso de ferrocarril entró en decadencia en Venezuela y la estación había quedado en Ruinas.
Es por eso que en 1986 se encomendó al Arquitecto Tomas José Sanabria realizar un estudio para su restauración, que incluyó además restaurar algunos trenes antiguos que ahora son exhibidos a modo de museo.

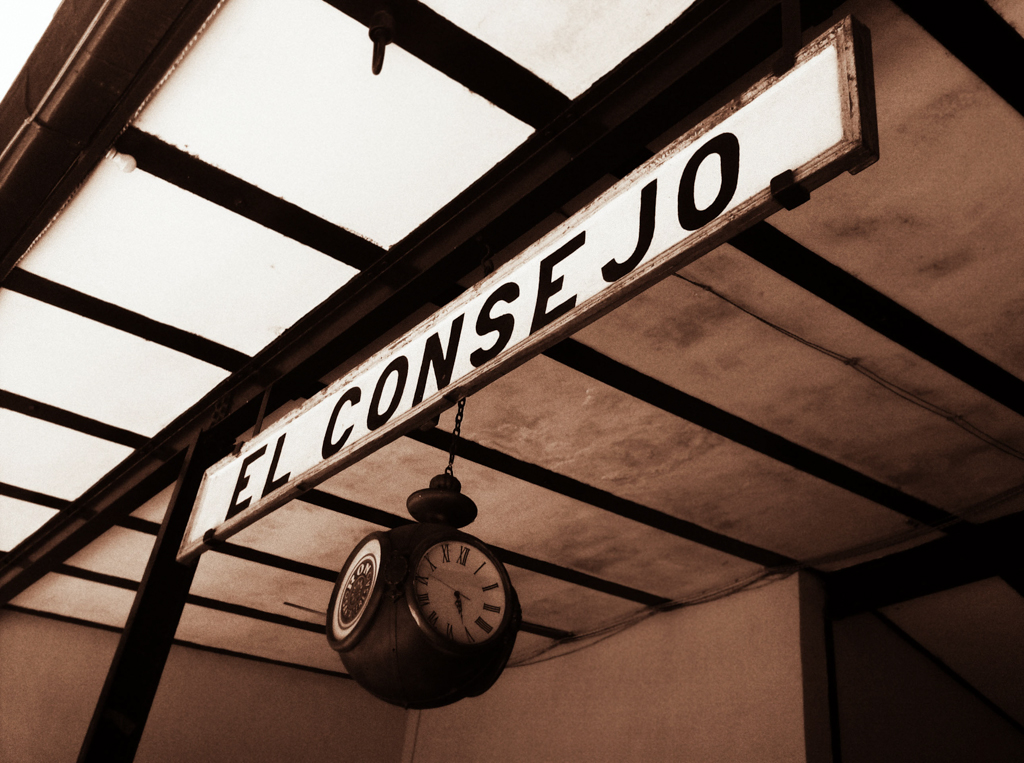
Estación El Consejo - Hacienda Santa Teresa